# 三惡道
惡道（義爲“不善-趨向道”），又稱三途、三惡道、三惡趣（趨），或惡趣（趨）、惡道。指三種不好的有情出生的處所，其中包含欲界六道中畜生道、餓鬼道以及地獄道三種惡道，與天、人、阿修羅三善道相對。三惡道是六道之中環境及果報最惡劣的三種生處，皆因有情於往世之中造作不同差別的惡業為因，導致必須往生該處長時節的時間承受種種苦；更嚴重的果報是：三惡道的眾生一般而言是不能聽聞佛法而修習三無漏學，因而沒有機會能出生解脫惡業輪迴的智慧。若無往昔熏習佛法的智慧，於未來惡報受盡後的後世之中，仍會因再度造作惡業而又下墮三惡道的可能性仍極大，故稱作三惡道。
有些特殊的情況，使得可以在三惡道中享樂，但此輩依舊是生前積德甚多者，如畜生道中的神龍、地龍、金翅鳥，餓鬼道中的夜叉、羅剎、地方神（佛教觀點中，許多民間俗神屬於有大神通的餓鬼），地獄道中的牛頭馬面等。

## 因果
造作不同層次的十惡業者因而往生於三惡道；相反地，如能守十善業則能不墮於三惡道之中：
- 地獄道：
  - 屬上惡，成就上品十惡業者往生於此

大藏經阿含部的《佛為首迦長者說業報差別經》中 佛曾說明有十種令眾生下墮地獄的罪，不僅是身口意行的惡行，尚包括了種種的邪見以及有恩不知圖報之人：
|  | 「復有十業。能令眾生得地獄報：一者身行重惡業。二者口行重惡業。三者意行重惡業。四者起於斷見。五者起於常見。六者起無因見。七者起無作見。八者起於無見。九者起於邊見。十者不知恩報。以是十業。得地獄報。」 |
大藏經經集部的《辯意長者子經》中 佛曾說明有五種令眾生下墮地獄的罪：
|  | 「有五事行。死入地獄億劫乃出。何謂為五。一者不信有佛法眾。而行誹謗輕毀聖道。二者破壞佛寺尊廟。三者四輩轉相謗毀。不信殃罪無敬順意。四者反逆無有上下。君臣父子不相順從。五者當來有欲為道者已得為道。便不順師教而自貢高輕慢謗師。是為五事死入地獄。展轉地獄無有出期。」 |
- 餓鬼道：
  - 屬中惡，成就中品十惡業者往生於此

大藏經阿含部的《佛為首迦長者說業報差別經》中 佛曾說明有十種令眾生下墮餓鬼道的罪：
|  | 復有十業。能令眾生得餓鬼報。一者身行輕惡業。二者口行輕惡業。三者意行輕惡業。四者起於多貪。五者起於惡貪。六者嫉妬。七者邪見。八者愛著資生。即便命終。九者因飢而亡。十者枯渴而死。以是十業。得餓鬼報復有十業。能令眾生得阿修羅報。一者身行微惡業。二者口行微惡業。三者意行微惡業。四者憍慢。五者我慢。六者增上慢。七者大慢。八者邪慢。九者慢慢。十者迴諸善根向修羅趣。以是十業。得阿修羅報。」 |
大藏經經集部的《辯意長者子經》中 佛曾說明有五種令眾生下墮餓鬼道的罪：
|  | 「有五事行墮餓鬼中。何謂為五。一者慳貪不欲布施。二者盜竊不孝二親。三者愚冥無有慈心。四者積聚財物不肯衣食。五者不給父母兄弟妻子奴婢。是為五事墮餓鬼中。」 |
- 畜生道：
  - 屬下惡，成就下品十惡業者往生於此

大藏經阿含部的《佛為首迦長者說業報差別經》中 佛曾說明有十種令眾生下墮畜生道的罪：
|  | 復有十業。能令眾生得畜生報。一者身行中惡業。二者口行中惡業。三者意行中惡業。四者從貪煩惱。起諸惡業。五者從瞋煩惱。起諸惡業。六者從癡煩惱。起諸惡業。七者毀罵眾生。八者惱害眾生。九者施不淨物。十者行於邪婬。以是十業。得畜生報。」 |
大藏經經集部的《辯意長者子經》中 佛曾說明有五種令眾生下墮畜生道的罪：
|  | 「又有五事。作畜生行墮畜生中。何謂為五。一者犯戒私竊偷盜。二者負債觝而不償。三者殺生以身償之。四者不喜聽受經法。五者常以因緣艱難齋戒施會以俗為緣。是為五事生畜生中。」 |
謗佛、法、（聖賢）僧三寶者，因果也是下墮三惡道。

## 其他分類
佛教一般講三惡道，也有人分成四惡道，或五惡道。
- 四惡道：有人在三惡道之外，加上阿修羅，因（天道）阿修羅性嗔，德行、福報似天非天。
- 五惡道：也有以阿修羅、人、地獄、餓鬼、畜生五道皆是痛苦，唯天道享樂最多、受苦極少，而有五惡道的說法。